# Ácido málico
O ácido málico , pertencente ao grupo dos ácidos carboxílicos, encontrado naturalmente em frutas como a maçã e a pêra. Aparece em menores quantidades noutras frutas, como os citrinos. No caso dos citrinos, os frutos produzidos em agricultura biológica contêm teores mais elevados de ácido málico que os produzidos em agricultura convencional. Consiste numa substância azeda e adstringente, muito empregada como acidulante, aromatizante e estabilizante na indústria alimentícia — como aditivo alimentar, é identificado pelo número E E296. Na indústria farmacêutica, o ácido málico é utilizado na higienização e regeneração de ferimentos e queimaduras. Também serve para preservar o dulçor de alimentos e ajustar o pH. O processo de fermentação malolática converte o ácido málico em um ácido lático mais suave.

## História
O ácido málico foi isolado pela primeira vez do suco de maçã por Carl Wilhelm Scheele, em 1785. Antoine Lavoisier, em 1787, propôs o nome acide malique, o qual deriva da palavra latina para maçã, malum.

## Malato
O Malato (O−OC-CH2-CH(OH)-COO−) é a forma ionizada do ácido málico. É um importante composto na bioquímica. No processo de fixação do carbono pela via C4, o malato é a fonte de CO2 no ciclo de Calvin.
No ciclo de Krebs, o (S)-malato é um composto intermediário formado pela adição de um grupo -OH na face si do fumarato; ele pode também ser formado a partir do piruvato via reações anapleróticas. O malato desidrogenase catalisa a conversão reversível do malato em oxaloacetato utilizando a NAD como cofator.
O malato também pode ser produzido do amido armazenado nas células-guarda de folhas. 

## Tiomalato
Tiomalatos são compostos nos quais a hidroxila do malato é substituída por um tiol.